# Christoph Spering
Christoph Spering (* 23. Juni 1959 in Simmern/Hunsrück) ist ein deutscher Dirigent und Kirchenmusiker. Er wirkt als Kantor der evangelischen Kirchengemeinde in Köln-Mülheim.

## Leben
Christoph Spering ist wie sein jüngerer Bruder Andreas Spering Sohn eines Pfarrers und Enkel des Simmerner Superintendenten Ernst Gillmann. Er studierte an der Hochschule für Musik und Tanz Köln Kirchenmusik (A-Examen). Er lebt in Kerpen.
Spering wurde besonders für seine Ausdehnung der historischen Aufführungspraxis auf die Musik des 19. Jahrhunderts, besonders Schumanns und Mendelssohns bekannt. 1985 gründete er den Chorus Musicus Köln und 1988 das Neue Orchester. Bekannt wurde er international mit der Ersteinspielung der Bachschen Matthäuspassion in der Version Mendelssohns von 1841. Für die Einspielung von Mendelssohns Elias erhielten Spering und seine Ensembles im Jahr 2011 die Auszeichnung ECHO Klassik, ebenso 2017 zusammen mit dem Chorus Musicus Köln und dem Neuen Orchester für die Einspielung der Luther-Kantaten von Johann Sebastian Bach. 2005 wurde er mit dem Ehrentitel Kirchenmusikdirektor der Evangelischen Kirche im Rheinland ausgezeichnet.

## Aufnahmen (Auswahl)
- Johann Sebastian Bach/Felix Mendelssohn Bartholdy: Matthäus-Passion, Version Leipzig 1841 (Opus 111)
- Ludwig van Beethoven: Christus am Ölberge, Oratorium op. 85 (Opus 111)
- Johannes Brahms: Ein deutsches Requiem, Londoner Version mit Klavier zu vier Händen (Opus 111)
- Antonio Casimir Cartellieri: La celebre natività del Redentore (Capriccio)
- Luigi Cherubini: Les deux journées, Comédie lyrique nach Jean Nicolas Bouilly (Opus 111)
- Frédéric Chopin: Warschau 1830 (Opus 111)
- Christoph Willibald Gluck/Richard Wagner: Iphigenia in Aulis (Oehms)
- Joseph Haydn: Die sieben letzten Worte unseres Erlösers am Kreuze (Opus 111)
- Johann Wenzel Kalliwoda: Sinfonien Nr. 5 & 7 (cpo)
- Jean-François Lesueur: Krönungsoratorien (Opus 111)
- Felix Mendelssohn Bartholdy: Athalia, Bühnenmusik zum Schauspiel von Jean Racine op. 74 (Capriccio)
- Felix Mendelssohn Bartholdy: Elias, Oratorium op. 70 (MDG Live)
- Felix Mendelssohn Bartholdy: Lobgesang, Symphonie-Kantate op. 52 (Opus 111)
- Felix Mendelssohn Bartholdy: Paulus, Oratorium op. 36 (Opus 111)
- Wolfgang Amadeus Mozart: Requiem KV 626 (Opus 111)
- Josef Mysliveček: La passione di nostro signore Gesù Cristo (Capriccio)
- Andreas Romberg: Das Lied von der Glocke (Schiller), Kantate op. 25 (Opus 111)
- Gioachino Rossini: Péchés de vieillesse/Alterssünden (Opus 111)
- Gioachino Rossini: Stabat Mater (Opus 111)
- Antonio Salieri: La passione di nostro signore Gesù Cristo
- Franz Schubert: Die Verschworenen (Opus 111)
- Franz Schubert: Der vierjährige Posten und Die Zwillingsbrüder (Phoenix Edition)
- Robert Schumann: Der Rose Pilgerfahrt, Oratorium op. 112 (Opus 111)